# Grand Chute, Wisconsin
Grand Chute là một thị trấn thuộc quận Outagamie, tiểu bang Wisconsin, Hoa Kỳ. Năm 2010, dân số của thị trấn này là 18.690 người.